# جبوکا
جبوکا (به انگلیسی: Jaboka) یک شهرک در پاکستان است که در ناحیه اوکارا واقع شده‌است.